# Montagu House (Bloomsbury)

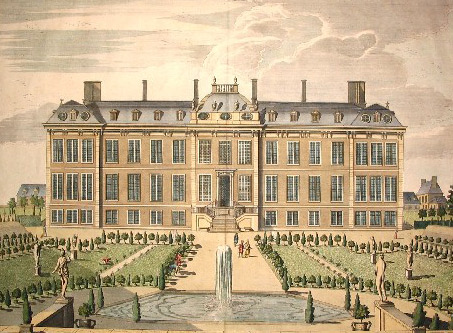
Gartenfassade von Montagu House.

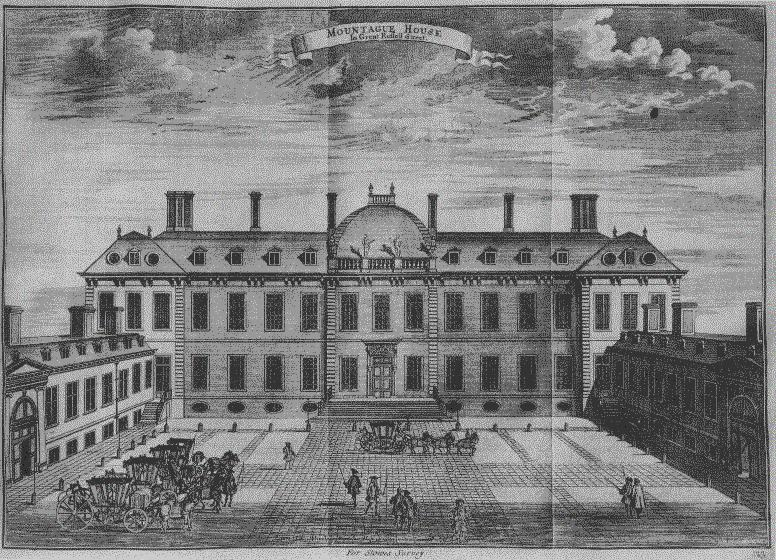
Vorderfront von Montagu House.

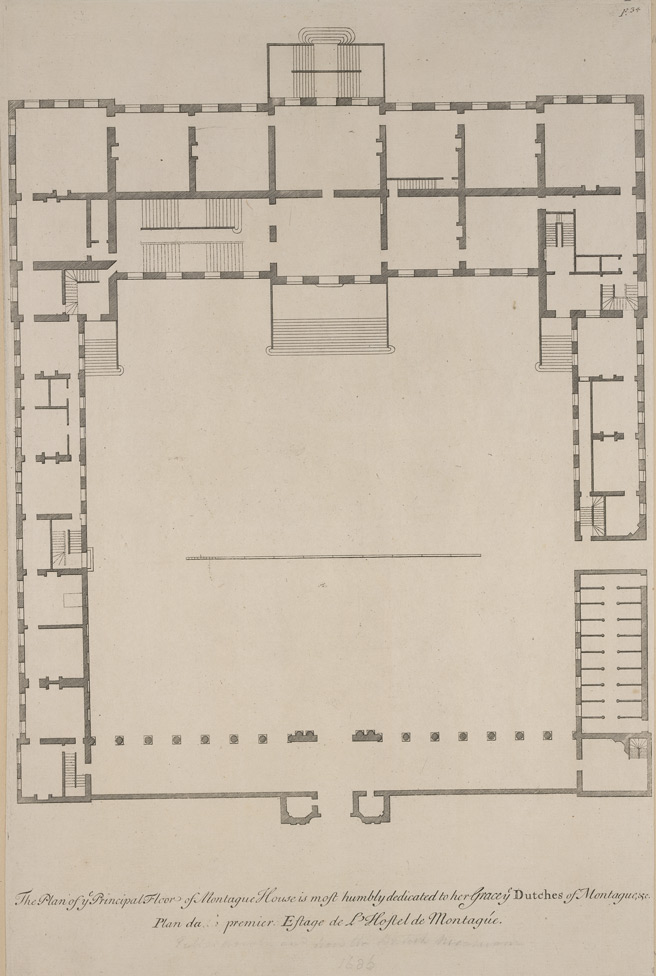
Grundriss von Montagu House aus Colen Campbells Vitruvius Britannicus

Montagu House, manchmal auch Montague House geschrieben, war ein Herrenhaus von Ende des 17. Jahrhunderts in der Great Russell Street in Bloomsbury, einem Stadtteil der britischen Hauptstadt London. Es war der erste Standort des British Museum.
Das Haus wurde eigentlich zweimal gebaut, jedes Mal im Auftrag desselben Mannes, Ralph Montagu, 1. Duke of Montagu. Ende des 17. Jahrhunderts war Bloomsbury als Standort für prächtige Stadtresidenzen sehr in Mode und Lord Montagu erwarb ein Gelände, das heute mitten in London liegt, damals aber an offenes Feld grenzte. Die erste Version dieses Hauses wurde vom englischen Architekten und Wissenschaftler Robert Hooke entworfen, einem Baumeister mit begrenzten Fähigkeiten, dessen Stil von der französischen Art der Planung und der holländischen Art der Detaillierung beeinflusst war. Das Haus wurde von 1675 bis 1679 errichtet. Es hatte einen Mittelblock und zwei Flügel für die Dienerschaft, die um einem zentralen Hof herum angeordnet waren. Das Haus erregte die Bewunderung der Zeitgenossen. Es war mit Freskos des italienischen Künstlers Antonio Verrio verziert und auch der französische Maler Jacques Rousseau steuerte einige Wandmalereien bei. 1686 wurde dieses Haus durch einen Brand zerstört.
Anschließend wurde es nach den Plänen eines ansonsten unbekannten Franzosen namens Pouget wieder aufgebaut. Dieses Montagu House war die großartigste private Residenz, die in den letzten beiden Jahrzehnten des 17. Jahrhunderts in London gebaut wurde. Die Hauptfassade war 17 Joche breit, wobei 3 Joche in der Mitte etwas vorsprangen und die drei Joche an den jeweiligen Enden an die Flügel für das Servicepersonal des alten Hauses angrenzten. Das Haus hatte zwei Hauptstockwerke und zusätzlich einen Keller und ein hervorragendes Mansardendach mit einer Kuppel in der Mitte. Das neue Haus war in der damals in Frankreich üblichen Form mit Paradezimmern geplant, die an einem zentral gelegenen Salon auf beiden Seiten anschlossen. Die von französischen Künstlern dekorierten Innenräume wurden von Horace Walpole bewundert und waren mit den bis heute erhaltenen Paradezimmern von Boughton House in Northamptonshire vergleichbar, die vom selben Bauherrn zur selben Zeit errichtet wurden.
Anfang des 18. Jahrhunderts begann Bloomsbury, sich von einem modischen aristokratischen Viertel zu einem Viertel eher für den Mittelstand zu entwickeln und so gab der 2. Duke of Montagu das Haus seines Vaters auf und zog nach Whitehall. Er ließ dort selbst eine bescheidenere Residenz bauen, die später von seinem Nachfahren, Walter Montagu Douglas Scott, 5. Duke von Buccleuch, zu einem opulenten Herrenhaus ausgebaut wurde, siehe Montagu House (Whitehall).
Montagu House in Bloomsbury wurde 1759 an Treuhänder des British Museum verkauft und diente diesem bis in die 1840er-Jahre als Standort. Dann wurde es zugunsten eines notwendig gewordenen, größeren Gebäudes abgerissen.

## In der Literatur
Montagu House taucht in Neal Stephensons Barock-Zyklus als Ravenscar House auf. Dort nimmt Daniel Waterhouse den Platz des Architekten Hooke ein.